# Pielgrzymka (województwo dolnośląskie)
Pielgrzymka (niem. Pilgramsdorf, 1945–1946 Pielgrzymowice) – wieś w Polsce, położona w województwie dolnośląskim, w powiecie złotoryjskim, w gminie Pielgrzymka, na Pogórzu Kaczawskim w Sudetach. 

## Podział administracyjny
W latach 1975–1998 miejscowość położona była w województwie legnickim. Miejscowość jest siedzibą gminy Pielgrzymka.

## Demografia
Według Narodowego Spisu Powszechnego (III 2011 r.) liczyła 774 mieszkańców. Jest trzecią co do wielkości miejscowością gminy Pielgrzymka.

## Położenie
Pielgrzymka leży na Pogórzu Kaczawskim, a dokładniej w Kotlinie Proboszczowskiej, w jej centralnej części, nad Skorą. Wieś znajduje się w przewężeniu pomiędzy Wzniesieniami Płakowickimi z Kamiennikiem od zachodu i Działem Jastrzębnickim z Kamienną Górą od wschodu.

## Geologia
Okolice Pielgrzymki mają złożoną budowę geologiczną. Zasadnicza część wsi leży na terenie zbudowanym z górno kredowych margli ilastych i piaskowców, które na północy sąsiadują z ordowickimi fyllitami i z kwarcytami w których ciągną się niewielkie wkładki sylurskich łupków serycytowo – chlorytowo – kwarcowych. Na południu wsi znajdują się dolno triasowe piaskowce pstre. W dolinie rzeki Skory i na okolicznych polach zalegają plejstoceńskie gliny pylaste oraz piaski i żwiry. 
Najciekawszym obiektem geologicznym jest soczewka plioceńskich bazaltów na Kamiennej Górze, mająca postać lakolitu. Z uwagi na wartościowe złoża w okresie powojennym funkcjonował tam duży kamieniołom bazaltu.

## Historia
Już w najdawniejszych czasach Kotlina Proboszczowicka w której leży Pielgrzymka była miejscem atrakcyjnym dla osadnictwa. Świadczą o tym znaleziska z neolitu (5200-1900 l.p.n.e.) odkryte w Pielgrzymce i okolicach. W epoce brązu ludność kultury łużyckiej (1200-700 l.p.n.e.) założyła w pobliskiej miejscowości Czaple cmentarzysko. Z kolei na pobliskiej Ostrzycy znaleziono elementy ceramiki z tego okresu. Znane są również ślady osadnictwa z czasów rzymskich kiedy to rejon Pielgrzymki stanowił zapewne zachodnią rubież terytorium Trzebowian.
- Według podań ok. 1150 osiedlili się tu podobno rycerze zakonu templariuszy, którzy wybudowali kościół, który stał się celem pielgrzymek[8]. Pobytu templariuszy w Pielgrzymce ani w Złotoryi nie potwierdza jednak ani jedno źródło historyczne.
- Pierwsza wzmianka o Pielgrzymce pochodzi 1251 roku z dokumentu księcia Bolesława Rogatki, choć jej początek wiąże się z kolonizacją z czasów księcia Henryka Brodatego z lat 1201–1241. W 1268 roku Pielgrzymka pod nazwą Villa Peregrini wzmiankowana jest jako jedna z 15 wsi złotoryjskich płacących dziesięcinę kapitule wrocławskiej.
- Podczas wojny 30-letniej (1618–1648) w rejonie Pielgrzymki trwały ruchy wojsk. We wrześniu i październiku 1626 roku w Pałacu kwaterował sztab Albrechta Wallensteina dowódcy katolickiej armii cesarskiej. Stąd wyprawiał się na Złotoryję i Grodziec. W 1639 roku we wsi pojawiły się oddziały Szwedzkie, w potyczkach zginęło 4 szwedzkich żołnierzy, których pogrzebano na miejscowym cmentarzu. Cykliczne przemarsze wojsk spowodowały epidemie cholery w latach 1625, 1626 i 1634.
- W 1740 roku Śląsk zajęły Prusy, pod których władzą znalazła się również Pielgrzymka. Podczas wojny siedmioletniej (1756–1763) przez Pielgrzymkę przeszły kolejno żołnierze armii austriackiej a następnie pruskiej każdorazowo konfiskując żywność. Na kwaterze w Pałacu zatrzymał się wówczas król pruski Fryderyk II Wielki i generał Hans Joachim von Ziethen.
- Kolejne przemarsze wojsk przez Pielgrzymkę miały miejsce w okresie napoleońskim. W maju 1813 roku w Pałacu nocował król pruski Fryderyk Wilhelm III i car Aleksander.
- W dniu 15 maja 1896 roku uruchomiono linię kolejową z Jerzmanic-Zdroju do Nowej Wsi Grodziskiej, w Pielgrzymce otwarta została stacja kolejowa W latach 90. XIX w. do wsi doprowadzono elektryczność.
- W dniu 12 lutego 1945 roku wieś po krótkich walkach zajęły od strony zachodniej wojska radzieckie. Podczas walk wybuchł pożar Pałacu, który poważnie naruszył jego konstrukcję. Poza zniszczeniem Pałacu we wsi obyło się bez większych zniszczeń. Jeszcze tego samego dnia z rejonu Pielgrzymki i Wojcieszyna Armia Czerwona przeprowadziła atak na Złotoryję. Podczas tego natarcia doszło do większej potyczki pomiędzy Pielgrzymką a Jerzmanicami w której zginęło około 100 Niemców.
- W 1945 roku po odejściu frontu wznowiono ruch na linii kolejowej, uruchomiono posterunek Milicji Obywatelskiej i powstał oddział Ochotniczej Straży Pożarnej. Do końca 1946 bez większych zakłóceń trwało wysiedlanie Niemców i przejmowanie gospodarstw przez Polaków. W tymże roku zorganizowano pocztę i szkołę, a w 1955 roku otwarto Ośrodek Zdrowia. W latach 1946 – 1947 we wsi znajdował się posterunek wojskowy złożony z kilku byłych żołnierzy II Armii Wojska Polskiego, którego celem była ochrona ludności cywilnej zarówno przed rabusiami jak i szabrującymi żołnierzami Armii Czerwonej[9].

## Zabytki
Do wojewódzkiego rejestru zabytków wpisane są:
- kościół pw. św. Jana Nepomucena, parafialny, romański, kamienny, wzmiankowany w drugiej ćwierci XIII w. Do chwili obecnej przetrwały dolne partie murów nawy i prezbiterium oraz portal w kruchcie północnej i fragmenty portalu zachodniego. Kościół był rozbudowywany i powiększany w XVI, XVII i XVIII w. Był to tzw. kościół ucieczkowy dla ewangelików spoza księstwa legnicko-brzeskiego, którzy na swoich terenach nie posiadali swobody wyznaniowej. Z tego okresu pochodzą piętrowe empory, do których prowadzą od zewnątrz osobne wejścia. Na emporach zachowane malowidła przedstawiające sceny ze Starego i Nowego Testamentu. Zachowany późnoromański portal z piaskowca w północnej kruchcie, z głowicami zdobionymi liśćmi i tympanonem z rzeźbionymi symbolami Pasji. W sklepieniu sceny z życia Maryi i Chrystusa. Renesansowa chrzcielnica z 1612, na murze zewnętrznym liczne barokowe epitafia.
- cmentarz ewangelicki, obecnie rzymskokatolicki, przy kościele
- plebania, z 1710 r.
- zespół pałacowy, z przełomu XVII/XVIII w., przebudowany w początkach XIX w.
  - Pałac został wzniesiony przypuszczalnie już w XIII lub XIV wieku na terenie Górnego Majątku. Na przestrzeni dziejów należał kolejno do rodzin: Kopischów, Bocków, Knobelsdorfów, Wiese, Elsnerów i w okresie 1786–1945 Forsterów. Najstarszy wizerunek pałacu zachował się na obrazie z 1668 roku – epitafium Maximiliana Knobelsdorfa – znajdującym się w pobliskim kościele św. Jana Nepomucena. Do 1721 roku pałac miał dwie kondygnacje i wysoką wieżę zakończoną gotyckim hełmem oraz ozdobny portal zlokalizowany po prawej stronie fasady. W tymże roku w pałacowej kuchni wybuchł pożar, który strawił pałac oraz wieżę. Pałac został odbudowany w stylu barokowym, otrzymał tylko jedno piętro, nie odbudowano wieży a portal znalazł się pośrodku dziewięciookiennej fasady. Zdobiły ją między innymi trójkątne i odcinkowe nadokienne gzymsy a nad portalem znajdowały się herby Maksymiliana Knobelsdorfa i jego żony, Ursuli Marianny z d. Bock. W takim stanie pałac przetrwał aż do końca II wojny światowej. W międzyczasie naruszały go niegroźne pożary w latach 1740 i 1766. Po 1813 roku wmurowano z czterech stron pałacu kule armatnie, które trafiły go podczas wojen napoleońskich. Pałac uległ poważnemu uszkodzeniu wskutek pożaru w dniu 12 lutego 1945 roku podczas natarcia Armii Radzieckiej na Pielgrzymkę. Ruiny, w tym portal, zostały rozebrane w latach 60.[11]
  - Park, tworzenie rozległego parku wokół pałacu rozpoczęło się w końcu XVII w. Posiadał on pierwotnie powierzchnię 12 hektarów i sięgał aż do terenów zajętych pod koniec XIX w. na budowę linii kolejowej. W początkach XIX w. przekształcono park w stylu angielskim urządzając w nim między innymi malowniczy staw otoczony wierzbami i dębami oraz wzgórek widokowy skierowany w kierunku wschodnim. Park otoczony był kamiennym murem. Po zakończeniu II wojny światowej zaczęła się degradacja terenów parkowych. Znaczną część parku przejął Państwowy Fundusz Ziemi i wybudowano tam baraki. Pozostawiono jedynie wschodnią część parku i wybudowano tam estradę na której odbywają się uroczystości gminne. Park zajmuje obecnie powierzchnię około 1 ha. W południowo zachodniej części zachowały się pozostałości kopca widokowego obsadzone kasztanowcami.  Drzewostan składa się w dużej części z klonów pospolitych, jesionów, lip szerokolistnych oraz będących samosiejkami świerków. Najcenniejszym okazem drzewostanu jest lipa drobnolistna „Mniszka”.[12]
  - aleja

Inne zabytki:
- Budynek stacji oraz nieczynna linia kolejowa nr 284 Legnica – Pobiedna, przechodząca przez wieś

## Transport

### Transport drogowy
Przez przebiega Droga wojewódzka nr 364.

### Transport kolejowy
Przez wieś przebiega Linia kolejowa nr 284 (Legnica – Pobiedna)

## Sport
W miejscowości tej istnieje Klub Sportowy Fenix Pielgrzymka (zał. 3 sierpnia 1994) grający, do sezonu 2014/2015, w legnickiej A-klasie, grupa III. Latem 2015 r. zespół spadł do B-klasy, grupa: Legnica V. Po zakończeniu rundy jesiennej sezonu 2015/2016 jest liderem rozgrywek (12 spotkań, 31 pkt, bilans: 10-1-1)
W Pielgrzymce działa również klub łuczniczy o nazwie GLKS Unia Pielgrzymka. Klub ten znajduje się w czołówce polskich klubów łuczniczych.

## Galeria

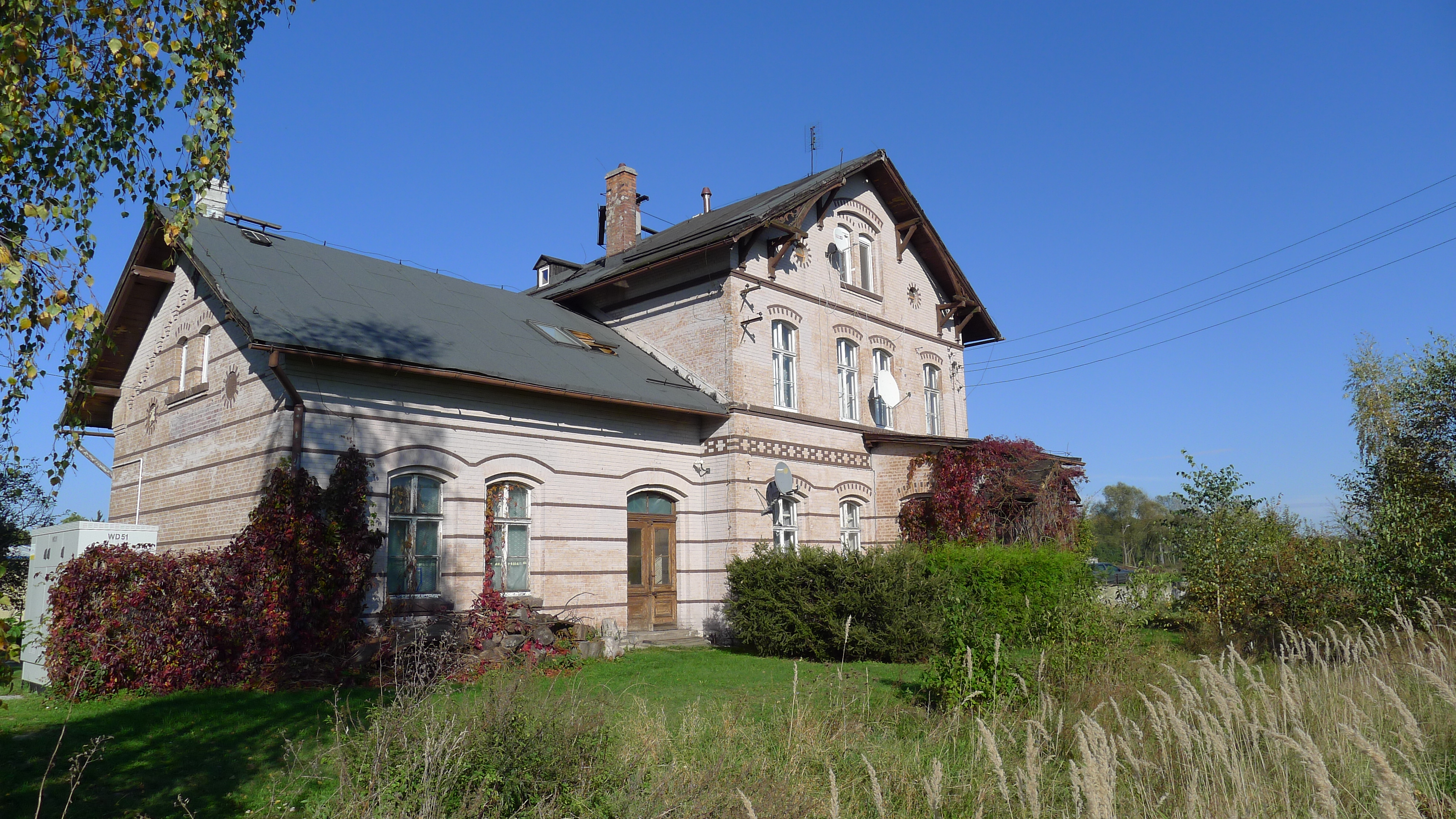
Budynek byłego dworca stacji kolejowej w Pielgrzymce
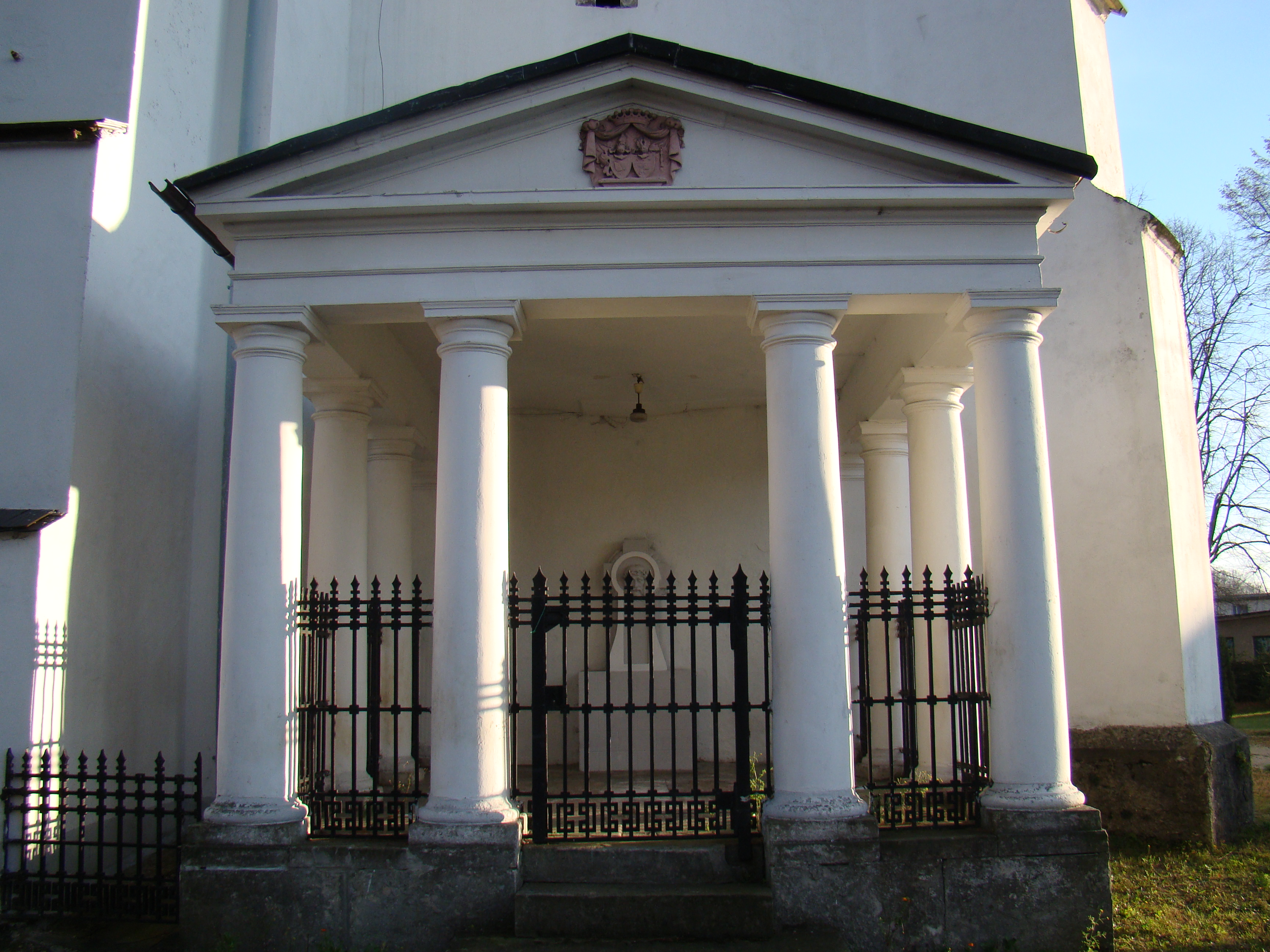
Mauzoleum z herbami rodziny Elsner przy kościele
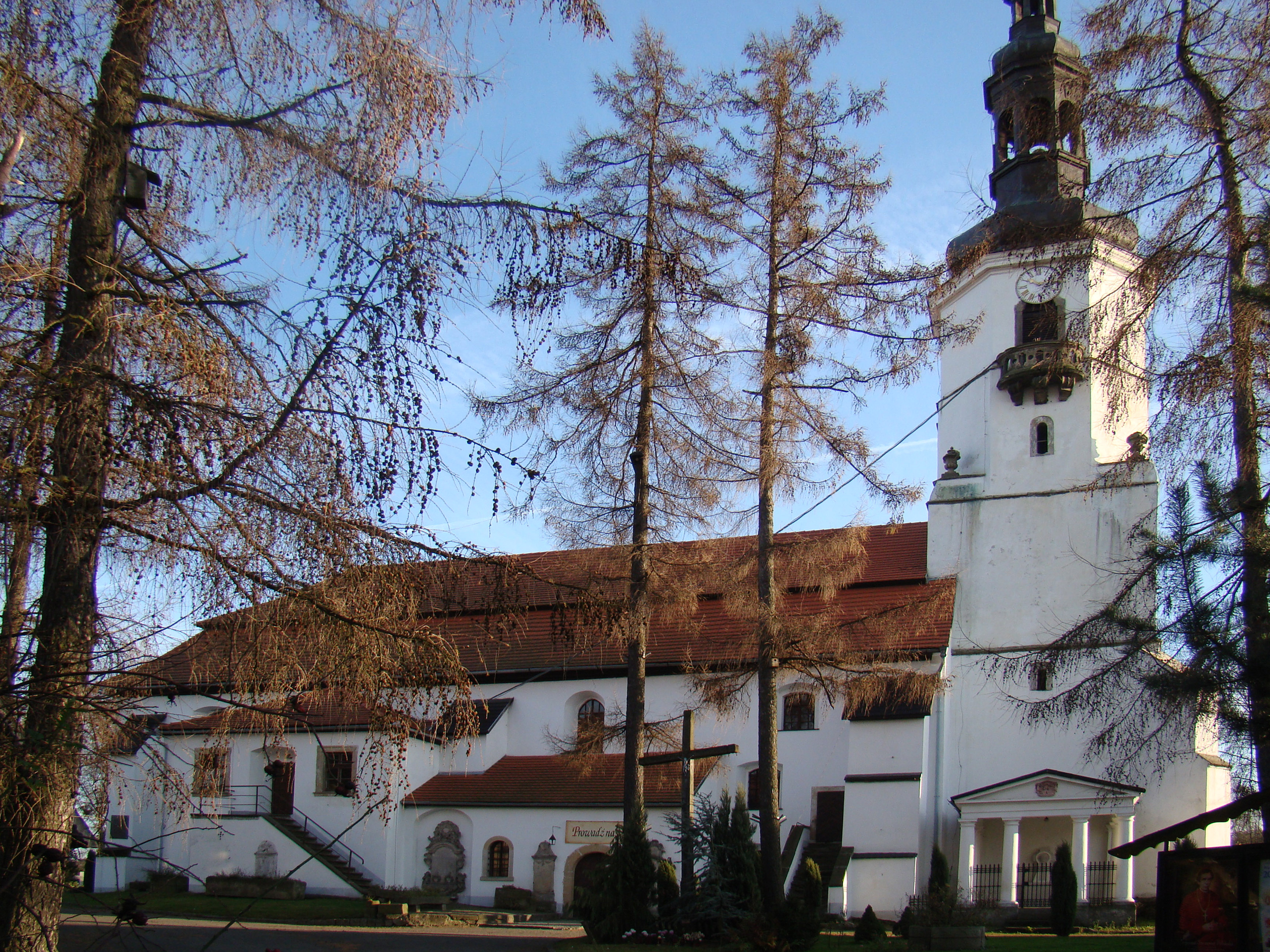
Widok ogólny Kościoła św. Jana Nepomucena w Pielgrzymce
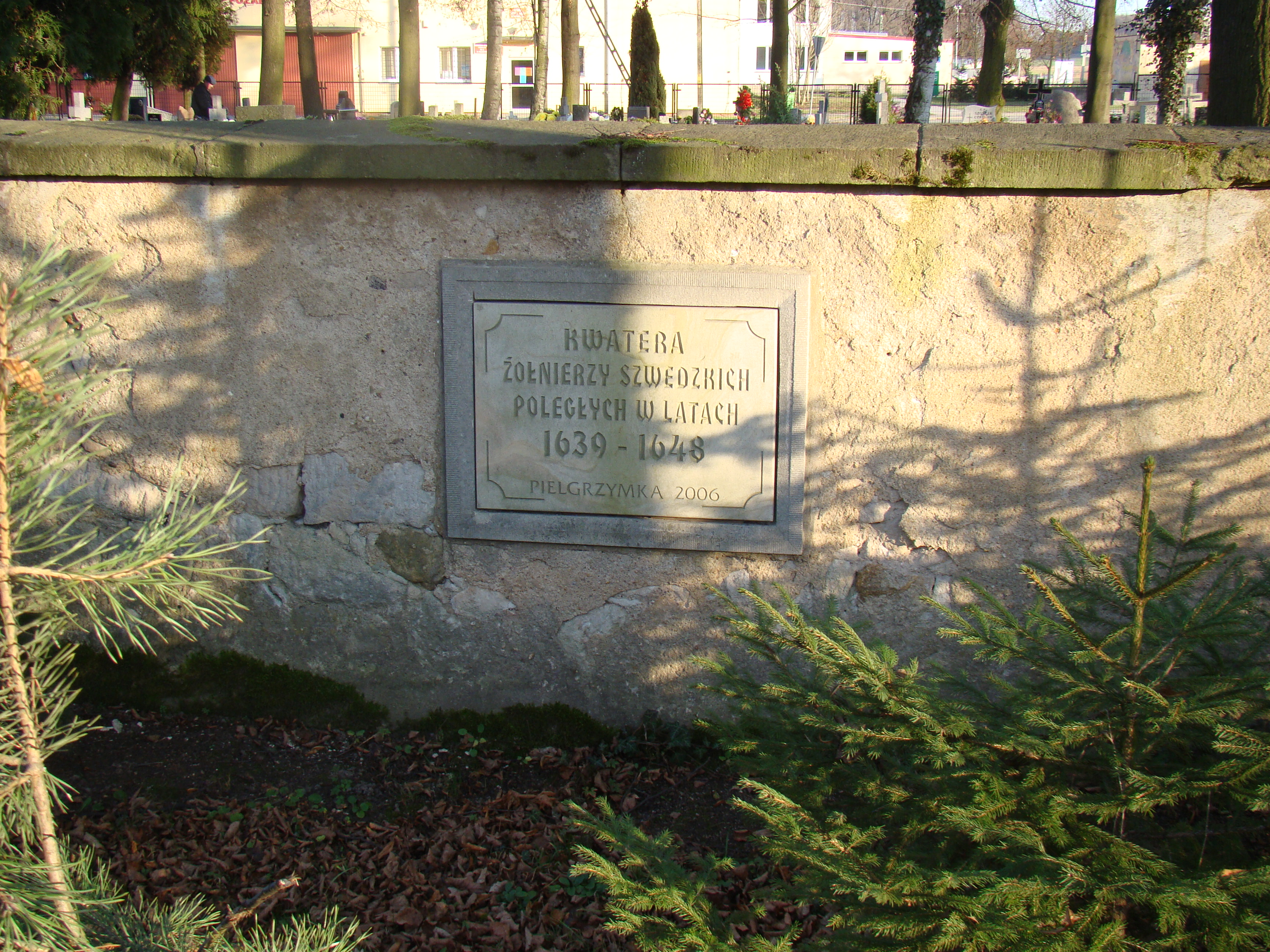
Kwatera żołnierzy szwedzkich z wojny trzydziestoletniej
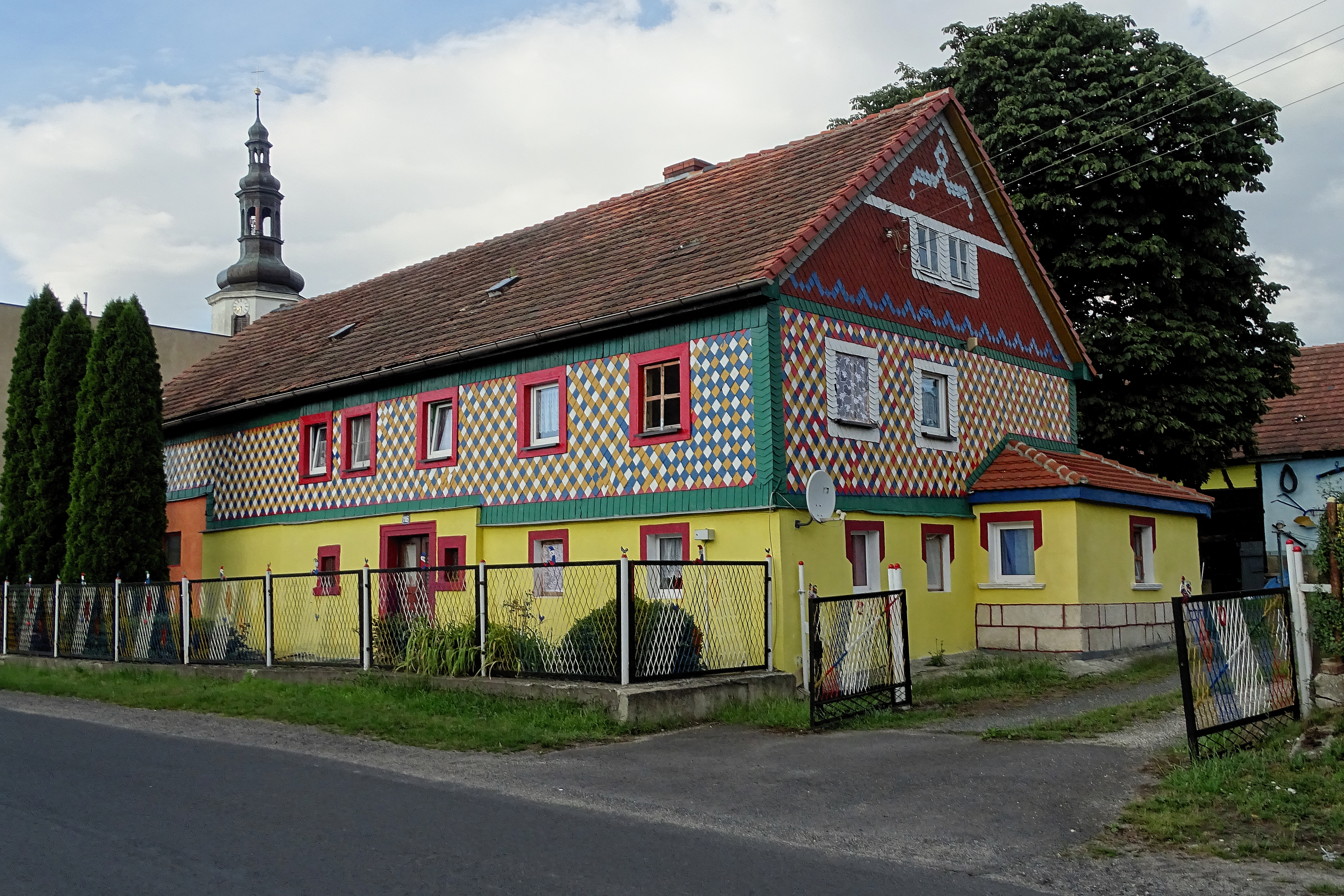
Dom nr 116 w Pielgrzymce
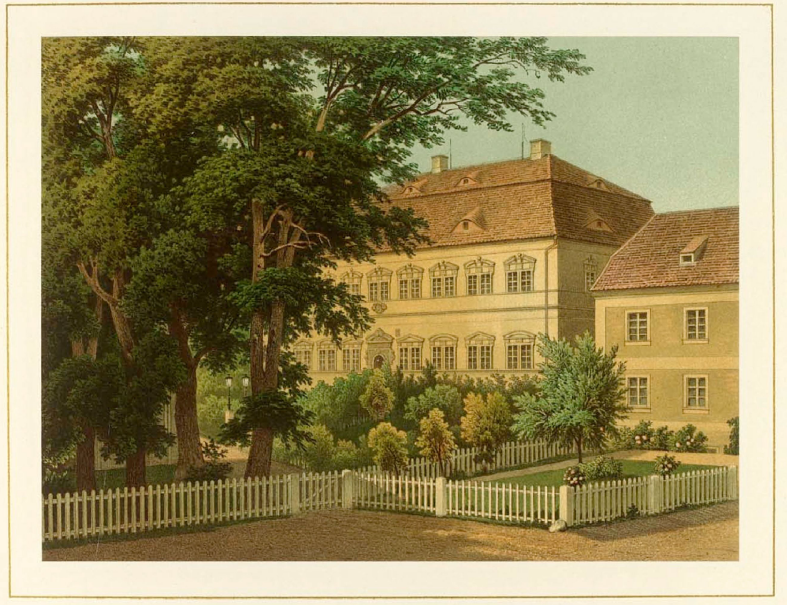
Pałac w Pielgrzymce